# Словаччина на літніх Олімпійських іграх 1996
Словаччина брала участь у Літніх Олімпійських іграх 1996 року в Атланті (США), і завоювала одну золоту, одну срібну і одну бронзову медалі. 

## Медалісти

### Золото
- Міхал Мартікан — гребний слалом, каное-одиночка, чоловіки

### Срібло
- Славомір Князовіцкій — веслування на каное, каное-одиночка, 500 м, чоловіки

### Бронза
- Йозеф Гьонц — кульова стрільба, гвинтівка 50м (лежачи), чоловіки